# Cylloceria tipulivora
Cylloceria tipulivora är en stekelart som beskrevs av Chao 1994. Cylloceria tipulivora ingår i släktet Cylloceria och familjen brokparasitsteklar. Inga underarter finns listade i Catalogue of Life.